# Arity/Prolog32
Arity/Prolog32 ist eine erweiterte Version der Programmiersprache Prolog, die in den Bereichen der Künstlichen Intelligenz und der Computerlinguistik Anwendung findet. Diese Version wurde ursprünglich von der Arity Corporation entwickelt, wobei Peter Gabel, Paul Weiss und Jim Greene maßgeblich beteiligt waren.

## Geschichte und Entwicklung
Arity/Prolog32 wurde entwickelt, um Prolog-Programme auf Windows-Systemen zu erstellen und auszuführen. Es ist auch möglich, diese Programme unter Linux mit Hilfe von WINE zu betreiben. Die Software umfasst sowohl einen Compiler als auch einen Interpreter, die in Prolog, C und Assembler geschrieben sind. Der Interpreter bietet Debugging-Unterstützung und kann aus kompiliertem Code aufgerufen werden, was besonders für Anwendungen nützlich ist, die einen dynamisch modifizierbaren Code erfordern.

## Funktionen und Anwendungen
Arity/Prolog32 ermöglicht die Erstellung von eigenständigen Programmen, dynamischen Link-Bibliotheken oder Anwendungen, bei denen der Code in ein anderes System integriert wird, beispielsweise in ein in C geschriebenes System. Die Software wurde in verschiedenen Branchen eingesetzt.

## Beispiele der Nutzung
Ein grammatikalischer Analysator wurde mit SWI-Prolog implementiert und anschließend mit dem Arity/Prolog32-Interpreter getestet. Zudem fand die Software Anwendung in der Simulation der Proteinfaltung Anwendung.